# ジュリー・カーペンター
ジュリー・カーペンター（Julie Carpenter）は、アメリカ合衆国の研究者で、エマージングテクノロジーを必要とする、弱い立場に置かれた人々の行動を特に専門としている。カーペンターは、人間がロボットやその他の人工知能に対して愛着を持つことに関する研究で最もよく知られている。